# Bye Bye Bye
Bye Bye Bye è un singolo della boy band statunitense NSYNC, pubblicato il 17 gennaio 2000 come primo estratto dal loro quarto album No Strings Attached. Il singolo segna la rottura del gruppo con il loro manager Lou Pearlman e la loro casa discografica, la RCA.

## Descrizione
Il brano è stato inserito nella colonna sonora del film di Britney Spears Crossroads - Le strade della vita, nel primo episodio della sesta stagione del telefilm Scrubs e nel film Deadpool & Wolverine.
La canzone ha ricevuto due nomination ai Grammy Awards, "disco dell'anno" e "miglior performance pop di un gruppo".
Secondo l'autobiografia del critico musicale Simon Cowell I Don't Mean to Be Rude, But... la canzone era stata inizialmente pensata per la boy band 5ive. Tuttavia, durante l'incisione il gruppo non apprezzò il pezzo e preferì non registrarlo.
Bye Bye Bye debuttò nella Billboard Hot 100 al #42, la settimana del 29 gennaio 2000, raggiungendo la top 10 il 4 marzo e rimanendoci fino al 20 maggio, pur arrivando al massimo alla posizione numero 4.
Inoltre il brano ebbe molto successo anche nel resto del mondo, raggiungendo la vetta della classifica in Australia e Nuova Zelanda ed arrivando alla posizione numero 3 nel Regno Unito.
Rolling Stone ha inserito Bye Bye Bye al diciassettesimo posto fra le canzoni più "fastidiose" della storia.

## Video musicale
Il video musicale, diretto da Wayne Isham, vede i componenti degli 'N Sync nei panni di cinque marionette, mossi da una crudele burattinaia (Kim Smith). La donna taglia per primi i fili di Fatone e Kirkpatrick, che fuggono via correndo su un treno. Dopo viene liberato Timberlake, che deve però fuggire dai suoi cani. Infine vengono tagliati i fili di Bass e Chasez, a cui invece spetta un pericoloso inseguimento automobilistico.

## Tracce
CD-Maxi Jive 9250202
1. Bye Bye Bye – 3:19
2. Bye Bye Bye (Instrumental) – 3:19
3. Could It Be You – 3:41

CD-Single Jive 925 020 9
1. Bye Bye Bye – 3:19
2. Bye Bye Bye (Instrumental) – 3:19

## Remix ufficiali
- Bye Bye Bye [Album Version] 3:20
- Bye Bye Bye [Instrumental] 3:23
- Bye Bye Bye [Riprock 'N' Alex G. Club Remix] 4:53
- Bye Bye Bye [Teddy Riley's Club Remix] 5:29
- Bye Bye Bye [Teddy Riley Mix] 3:40
- Bye Bye Bye [Timbaland Remix] 4:47
- Bye Bye Bye [Rap Remix] 4:49
- Not in July [Parody by Andrew Sims] 4:03
- Bye Bye Bye [Cover by Further Seems Forever]3:25

## Classifiche

### Classifiche settimanali
| Classifica (2000) | Posizione massima |
| ----------------- | ----------------- |
| Australia         | 1                 |
| Austria           | 12                |
| Belgio (Fiandre)  | 7                 |
| Belgio (Vallonia) | 21                |
| Finlandia         | 7                 |
| Francia           | 46                |
| Germania          | 4                 |
| Irlanda           | 16                |
| Italia            | 7                 |
| Norvegia          | 3                 |
| Nuova Zelanda     | 1                 |
| Paesi Bassi       | 4                 |
| Regno Unito       | 3                 |
| Spagna            | 7                 |
| Stati Uniti       | 4                 |
| Svezia            | 3                 |
| Svizzera          | 7                 |

### Classifiche di fine anno
| Classifica (2000) | Posizione |
| ----------------- | --------- |
| Australia         | 7         |
| Belgio (Fiandre)  | 50        |
| Germania          | 50        |
| Nuova Zelanda     | 26        |
| Paesi Bassi       | 60        |
| Svezia            | 12        |
| Svizzera          | 44        |

### Classifiche decennali
| Classifica (2000-09) | Posizione |
| -------------------- | --------- |
| Australia            | 95        |